# Werner Beierwaltes
Werner Beierwaltes (* 8. Mai 1931 in Klingenberg am Main; † 22. Februar 2019 in Würzburg) war ein deutscher Philosoph. Seine thematischen Schwerpunkte lagen bei den Autoren des Neuplatonismus und des Deutschen Idealismus.

## Leben
Geboren in Klingenberg am Main, besuchte Beierwaltes ab 1941 die Oberrealschule für Jungen und ab 1947 das Humanistische Gymnasium in Miltenberg bis zum Abitur im Sommer 1950. Zu seinem Abiturjahrgang gehören unter anderen Bischof Anton Schlembach, Rudolf Hasenstab, Lothar Katzenberger, der Verleger Klaus Hattemer und der Unternehmer Bernhard Oswald. Musik, griechische Literatur und Philosophie wurden für ihn bereits als Schüler bestimmende Lebenselemente: Berthold Bührer, Kantor und Organist an der ehemaligen Abteikirche zu Amorbach, brachte ihm auf der Stumm-Orgel neben Dietrich Buxtehude und Johann Pachelbel vor allem Johann Sebastian Bachs Orgelmusik nahe; eindringliche Impulse seiner Lehrer Franz Wamser und Karl Pfändtner erreichten, dass Philosophie und Klassische Philologie zum Zentrum seines Studiums wurden, das er im Wintersemester 1950 an der Ludwig-Maximilians-Universität München bei Romano Guardini, Alois Dempf, Henry Deku und Friedrich Klingner begann und 1957 mit der Promotion zum Dr. phil. abschloss.
Nach einem zweijährigen Referendariat für das Lehramt an Höheren Schulen am Münchner Max-Gymnasium und am Hans-Carossa-Gymnasium Landshut folgte Beierwaltes dem Angebot Rudolph Berlingers für eine Assistentenstelle an der Julius-Maximilians-Universität Würzburg. Nach seiner Habilitation über Proklos 1963 erarbeitete er neben seiner Tätigkeit als Privatdozent einen ausführlichen Kommentar zu Plotins Enneade III 7, der philologische Methodik und philosophische Interpretation zu einer präzisen Analyse neuplatonischer Denkstrukturen verbindet. 1969 folgte Beierwaltes einem Ruf an die Westfälische Wilhelms-Universität in Münster, 1974 an die Albert-Ludwigs-Universität Freiburg und 1982 an die Ludwig-Maximilians-Universität München, wo er bis zu seiner Emeritierung 1996 Professor für Philosophie war.
Die Schwerpunkte seiner Forschungsgebiete sind Ontologie und Metaphysik und ihre Geschichte. Besonders mit dem Platonismus (Platon, Plotin, Proklos) und dessen Wirkungsgeschichte im Mittelalter, Deutschen Idealismus (Schelling, Hegel) und in der Gegenwart hat er sich befasst. Beierwaltes war korrespondierendes Mitglied der Nordrhein-Westfälischen Akademie der Wissenschaften und der Künste (seit 1974), ordentliches Mitglied der Bayerischen Akademie der Wissenschaften (seit 1986), Mitglied der Akademie gemeinnütziger Wissenschaften zu Erfurt (seit 1996), Vorsitzender der Cusanus-Commission der Heidelberger Akademie der Wissenschaften und seit 1986 Mitglied der Royal Irish Academy (Dublin), sowie ab 2010 Mitglied der International Academy for Philosophy Armeniens.

## Auszeichnungen
- 1991: Kuno-Fischer-Preis der Universität Heidelberg
- 1993: Reuchlin-Preis der Stadt Pforzheim
- 1996 Dr. honoris causa der Universität Ioannina, Griechenland
- 1998: Verdienstkreuz 1. Klasse des Verdienstordens der Bundesrepublik Deutschland
- 2002: Bayerischer Verdienstorden

## Schriften
Monographien
- Proklos. Grundzüge seiner Metaphysik, Frankfurt 1965, 3. Auflage 2014, ISBN 978-3-465-04205-1.
- Plotin. Über Ewigkeit und Zeit (Enneade III 7), übersetzt, eingeleitet und kommentiert von Werner Beierwaltes, Frankfurt 1967, 5., ergänzte Auflage 2010, ISBN 978-3-465-04105-4.
- Platonismus und Idealismus, Frankfurt 1972, 2., durchgesehene und erweiterte Auflage 2004, ISBN 978-3-465-03359-2.
- Identität und Differenz, Frankfurt 1980, ISBN 978-3-465-01346-4.
- Denken des Einen. Studien zur neuplatonischen Philosophie und ihrer Wirkungsgeschichte, Frankfurt 1985, 2. Auflage 2016, ISBN 978-3-465-03956-3.
- Selbsterkenntnis und Erfahrung der Einheit. Plotins Enneade V 3. Text, Übersetzung, Interpretation, Erläuterung, Frankfurt 1991, ISBN 978-3-465-02519-1.
- Eriugena. Grundzüge seines Denkens, Frankfurt 1994, ISBN 978-3-465-02653-2.
- Heideggers Rückgang zu den Griechen, München 1995, ISBN 3-7696-1578-6.
- Der verborgene Gott. Cusanus und Dionysius, Trier 1997, ISBN 3-7902-1473-6.
- Platonismus im Christentum, Frankfurt 1998, 3., erw. Auflage 2014, ISBN 978-3-465-03812-2.
- Das wahre Selbst. Studien zu Plotins Begriff des Geistes und des Einen, Frankfurt 2001. 2., unveränderte Auflage 2021, ISBN 978-3-465-04552-6.
- Procliana. Spätantikes Denken und seine Spuren, Frankfurt 2007, ISBN 978-3-465-03513-8.
- Fussnoten zu Plato, Frankfurt 2011, ISBN 978-3-465-03713-2.
- Catena Aurea. Plotin Augustinus Eriugena Thomas Cusanus, Frankfurt 2017, ISBN 978-3-465-04338-6.

Aufsätze
- Neuplatonisches Denken als Substanz der Renaissance. In: Studia Leibnitiana. Sonderheft 7, 1969, S. 1–16.

Herausgeberschaften
- Platonismus in der Philosophie des Mittelalters. Darmstadt 1969 (= Wege der Forschung. Band 197).
- Friedrich Wilhelm Joseph Schelling: Texte zur Philosophie der Kunst. Reclam, Stuttgart 1982.
- Henry Deku: Wahrheit und Unwahrheit der Tradition. Metaphysische Reflexionen. EOS Verlag Erzabtei St. Ottilien, Ottilien 1986.